# بين مالكا
بين مالكا (بالعبرية: בן מלכה‏) هو لاعب كرة قدم إسرائيلي في مركز الوسط، ولد في 6 ديسمبر 1989 في حيفا في إسرائيل. لعب مع بيتار القدس ومكابي نتانيا.

## وصلات خارجية
- بين مالكا على موقع قاعدة بيانات كرة القدم.إي يو (الإنجليزية)
- بين مالكا على موقع Soccerway.com (الإنجليزية)